# إدنا شميت
إدنا شميت (بالإنجليزية: Edna Schmidt)‏ هي مذيعة أخبار وصحفية أمريكية، ولدت في 8 أغسطس 1969 في مانهاتن في الولايات المتحدة.